# Миронов Пилип Кузьмич
Миронов Пилип Кузьмич (26 жовтня 1872 — 2 квітня 1921) — радянський військовий діяч.

## Біографія
Народився в станиці Усть-Медведицька (нині м. Серафимович Волгоградської області, РФ). Закінчив Новочеркаське козацьке юнкерське училище (1898). Учасник російсько-японської війни 1904—1905 та Першої світової війни, військовий старшина.
У грудні 1917 обраний командиром 32-го Донського козацького полку, привів полк з Румунського фронту на р. Дон. Брав участь у встановленні рад. влади. З 1918 — у Червоній армії (див. Радянська армія), командував полком, бригадою, 23-ю стрілецькою дивізією, Окремою групою військ 9-ї армії. З червня 1919 — член Козацького відділу Всеросійським ЦВК і командувач Донським козацьким кавалерійським корпусом (Південний фронт). Був противником жорсткої політики РКП(б) щодо козацтва. У серпні 1919 самовільно виступив з корпусом із м. Саранськ (нині столиця Республіки Мордовія, РФ) на фронт проти Збройних сил Півдня Росії. Був оголошений поза законом, заарештований, засуджений революційним трибуналом до розстрілу. Помилуваний Всерос. ЦВК. Введений до складу Донського виконкому.
У січні 1920 вступив до РКП(б). Командував 2-ю Кінною армією (вересень–грудень 1920), яка брала участь у бойових операціях у Пн. Таврії, відіграла значну роль у Перекопсько-Чонгарському прориві, окупувала м. Сімферополь. Нагороджений у цьому році Почесною революц. зброєю. Призначений інспектором кавалерії РСЧА (1921). Заарештований за доносом, загинув у Бутирській в'язниці (Москва).